# Flagge Baden-Württembergs

Die Landesflagge Baden-Württembergs

Das Land Baden-Württemberg führt mehrere Flaggen, eine Landesflagge und eine Landesdienstflagge in zwei Varianten, wobei die Verwendung der Dienstflaggen Einschränkungen unterliegt.

## Die Landesflagge
Die am 11. November 1953 verkündete Verfassung des Landes Baden-Württemberg legt in Artikel 24, Absatz 1 fest:

„Die Landesfarben sind Schwarz-Gold“

Dabei repräsentiert Schwarz die Landesteile Württemberg und Hohenzollern, Gold hingegen Baden. Die Landesfarben wurden nicht etwa vom Landeswappen abgeleitet, sondern bereits vor diesem festgelegt. Mit den Landesfarben war zugleich die Landesflagge festgelegt, nämlich als Streifenflagge in genau diesen Farben. Die Verwendung der Landesflagge steht jedermann frei.

Flagge Württembergs
Flagge Badens

## Die Landesdienstflaggen
Die Landesdienstflaggen werden durch die Verordnung der Landesregierung über die Führung des Landeswappens vom 2. August 1954 geregelt. Paragraph 9 sagt aus:

„Die wappenführenden Stellen, mit Ausnahme der nichtbeamteten Notare, sind berechtigt, auf der Landesflagge […] das von ihnen zu führende Landeswappen zu zeigen (Landesdienstflagge). Die Höhe des Flaggentuchs verhält sich zu seiner Länge wie 3 zu 5. Die Landesdienstflagge kann auch die Form einer Hängefahne oder eines Banners haben. Das Innenministerium kann auch anderen Stellen genehmigen, die Landesdienstflagge zu zeigen.“

Da es ein großes und ein kleines Landeswappen gibt (siehe Wappen Baden-Württembergs), gibt es auch zwei Varianten der Landesdienstflagge. Die wappenführenden Stellen sind in Paragraph 1 derselben Verordnung aufgeführt.
Die Verwendung der Landesdienstflagge ist also ausschließlich den dazu berechtigten Stellen vorbehalten. Die unbefugte Benutzung der Landesdienstflagge stellt eine Ordnungswidrigkeit dar (Paragraph 124 im Gesetz über Ordnungswidrigkeiten vom 24. Mai 1968).
Seit letzter Änderung des Landeshoheitszeichengesetzes am 13. November 2020 wird auf der Landesdienstflagge mit großem Wappen das große Landeswappen inklusive der Schildhalter verwendet, auf die vorher verzichtet wurde (s. Bild).

Landesdienstflagge mit kleinem Wappen
Ehemalige Landesdienstflagge (bis zum 13. November 2020), mit großem Wappen
Landesdienstflagge mit großem Wappen (seit dem 14. November 2020)
Landesdienstflagge mit kleinem Wappen als Hängefahne und Banner
Landesdienstflagge mit großem Wappen als Hängefahne und Banner

## Beflaggungserlass
Die Beflaggung öffentlicher Gebäude in Baden-Württemberg ist durch die Bekanntmachung des Staatsministeriums über die Beflaggung der Dienstgebäude vom 22. Oktober 1991 geregelt. Demnach richten sich die Beflaggungstage nach dem entsprechenden Bundeserlass, zusätzlich ist bei Landtagswahlen zu beflaggen.

## Beflaggung in der Praxis
Wie in den deutschen Binnenländern üblich wird die Landesflagge meistens in vertikaler Form geführt, d. h. als Banner, Hängeflagge o. ä. Verwendungen als Hissflagge sind eher selten.
Die Beschreibung der Landesfarben als Schwarz-Gold führt in der Praxis dazu, dass der untere Streifen in einem dunklen Gelbton ähnlich dem der Bundesflagge dargestellt wird. Prinzipiell stehen sich Gold und Gelb jedoch gleich, so dass auch ein normaler gelber Farbton zulässig wäre.

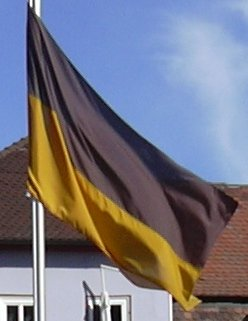
Landesflagge
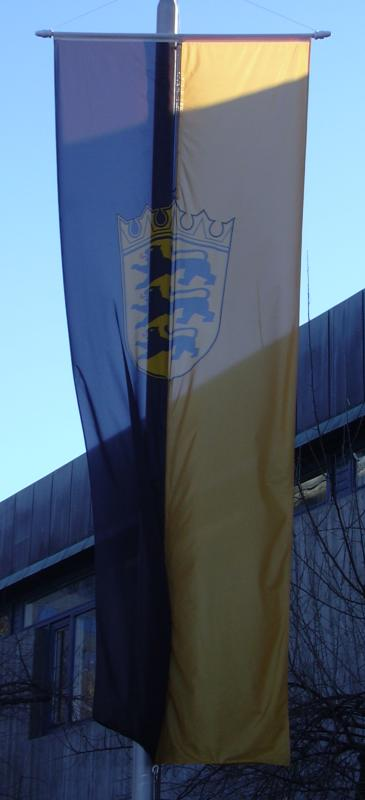
Landesdienstflagge (kleines Wappen)
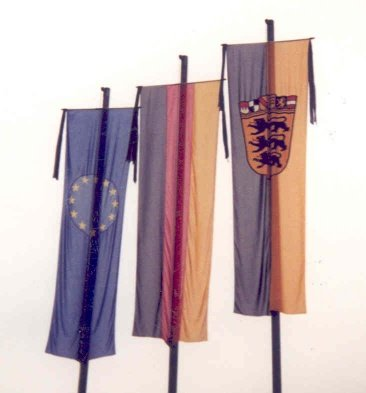
Landesdienstflagge (großes Wappen) vor dem 13. November 2020

## Ähnliche Flaggen

Flagge der Kaschuben (aktuell)
Die ehemalige Landesflagge Sachsen-Anhalts; früher auch Landesfarben von Österreichisch-Schlesien und des Kantons Uri
Flagge Sachsens (bis 1815), der Provinz Sachsen innerhalb Preußens, der Provinz Sachsen-Anhalt der DDR, des Herzogtums Sachsen-Lauenburg, sowie von Sachsen-Coburg und Gotha (bis 1830)
Flagge der Habsburger, i. e. des Kaisertums Österreich (bis 1867), später Österreich-Ungarns (bis 1869), sowie Lombardo-Venetiens (bis 1866)